# Borové
Borové – dolina w słowackich Niżnych Tatrach, będąca orograficznie prawym odgałęzieniem Vajskovskiej doliny w jej dolnej części. Dolina Borové wcina się w południowe stoki szczytu Žiar i opada w południowo-wschodnim kierunku. Jej dnem spływa Borovský potok. Dolina jest całkowicie porośnięta lasem. Jej dolną częścią prowadzi szlak turystyczny.

## Szlaki turystyczne
Wylot doliny Vajskovskiej (Črmné) – Strmý vrštek – sedlo pod Žiarom – Žiar – Žiarska hola – Skalka – Kotliská. Czas przejścia: 4.30 h, ↓ 3.50 h